# Entoloma resutum
Entoloma resutum är en svampart som tillhör divisionen basidiesvampar. Den beskrevs först av Elias Fries och fick sitt nu gällande namn av Lucien Quélet. Entoloma resutum ingår i släktet Entoloma och familjen Entolomataceae. Arten har ej påträffats i Sverige.